# بلک کریک (کارولینای شمالی)
بلک کریک (به انگلیسی: Black Creek) شهری در ایالت کارولینای شمالی کشور ایالات متحده آمریکا است که جمعیت آن در سرشماری سال ۲۰۱۰ میلادی، ۷۶۹ نفر بوده‌است.